# Кустарниковые сорокопуты
Кустарниковые сорокопуты (лат. Malaconotidae) — семейство небольших воробьинообразных птиц, насчитывающее 8 родов и 50 видов.
Ранее представителей семейства рассматривали в составе семейства сорокопутовых (Laniidae), но позднее в 2006 году были вынесены в отдельное семейство.
Распространены в африканских саванах, питаются на насекомыми и другими небольшими беспозвоночными.

## Систематика
Международный союз орнитологов относит к семейству 8 родов и 50 видов:
- Род Bocagia
  - Bocagia minuta — Болотная чагра
- Род Chlorophoneus
  - Серокрылый кустарниковый сорокопут Chlorophoneus bocagei
  - Ошейниковый кустарниковый сорокопут Chlorophoneus kupeensis
  - Радужный кустарниковый сорокопут Chlorophoneus multicolor
  - Серолобый кустарниковый сорокопут Chlorophoneus nigrifrons
  - Оливковый кустарниковый сорокопут Chlorophoneus olivaceus
  - Желтогрудый кустарниковый сорокопут Chlorophoneus sulfureopectus
- Род Пухопёрые сорокопуты Dryoscopus
  - Красноногий пухопёрый сорокопут Dryoscopus angolensis
  - Черноспинный пухопёрый сорокопут Dryoscopus cubla
  - Гамбийский пухопёрый сорокопут Dryoscopus gambensis
  - Малый пухопёрый сорокопут Dryoscopus pringlii
  - Толстоклювый пухопёрый сорокопут Dryoscopus sabini
  - Черноплечий пухопёрый сорокопут Dryoscopus senegalensis
- Род Laniarius — Певчие сорокопуты
  - Эфиопский певчий сорокопут Laniarius aethiopicus
  - Laniarius amboimensis
  - Красногрудый певчий сорокопут Laniarius atrococcineus
  - Желтогрудый певчий сорокопут Laniarius atroflavus
  - Золотоголовый певчий сорокопут Laniarius barbarus
  - Двуцветный певчий сорокопут Laniarius bicolor
  - Laniarius brauni
  - Пурпурный певчий сорокопут Laniarius erythrogaster
  - Флейтовый певчий сорокопут Laniarius ferrugineus
  - Черный певчий сорокопут Laniarius fuelleborni
  - Черноватый певчий сорокопут Laniarius funebris
  - Laniarius holomelas
  - Темный певчий сорокопут Laniarius leucorhynchus
  - Каштановоголовый певчий сорокопут Laniarius luehderi
  - Laniarius major
  - Крикливый певчий сорокопут Laniarius mufumbiri
  - Laniarius nigerrimus
  - Горный певчий сорокопут Laniarius poensis
  - Красношейный сорокопут Laniarius ruficeps
  - Laniarius sublacteus
  - Laniarius turatii
  - Laniarius willardi
- Род Кустарниковые сорокопуты Malaconotus
  - Черношапочный кустарниковый сорокопут Malaconotus alius
  - Сероголовый кустарниковый сорокопут Malaconotus blanchoti
  - Красногрудый кустарниковый сорокопут Malaconotus cruentus
  - Зеленогрудый кустарниковый сорокопут Malaconotus gladiator
  - Галстучный кустарниковый сорокопут Malaconotus lagdeni
  - Голосистый кустарниковый сорокопут Malaconotus monteiri
- Род Nilaus — Сорокопуты брубру
  - Nilaus afer — Сорокопут брубру
- Род Tchagra — Чагры
  - Tchagra australis — Бурошапочная чагра
  - Tchagra jamesi — Сомалийская чагра
  - Tchagra senegalus — Черноголовая чагра
  - Tchagra tchagra — Капская чагра
- Род Telophorus — Ранее входил в Malaconotus
  - Telophorus cruentus
  - Краснолобый кустарниковый сорокопут Telophorus dohertyi
  - Коричневолобый кустарниковый сорокопут Telophorus viridis
  - Певчий кустарниковый сорокопут Telophorus zeylonus